# Jumo 211發動機
| Jumo 211D液冷活塞發動機 |            |
| 汽缸內徑                | 150毫米    |
| 行程                    | 165毫米    |
| 汽缸容量                | 35公升     |
| 壓縮比                  | 6.5：1     |
| 減速齒輪比              | 1：1.55    |
| 燃料種類                | 辛皖值92   |
| 最大轉速                | 2400轉/分  |
| 海平面輸出              | 1100匹馬力 |
| 軍用輸出                | 975匹馬力  |

Jumo 211活塞發動機是德國於二次世界大戰期間廣泛使用於多種轟炸機的液冷式發動機。
Jumo 211是由1923年自容克斯飛機公司另外成立的容克斯發動機公司所設計的12汽缸，V型發動機。由於他的冷卻系統為開放式設計，會因為操作高度所產生的氣壓變化，導致高空馬力輸出有限制，因此除了Bf 109曾經短暫使用以外，多半使用於轟炸機，包括Ju 87俯衝轟炸機、He 111轟炸機與Ju 88轟炸機等機種，Ju 88的夜間戰鬥機型則改用BMW 801發動機。